# Enrico Gatti
Enrico Gatti (* 1955 in Perugia) ist ein italienischer Violinist.

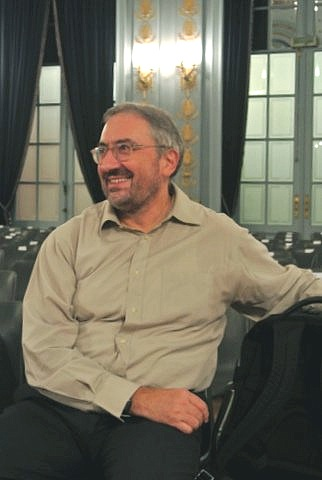
Enrico Gatti 2016

## Leben
Enrico Gatti studierte in seinem Heimatland bei Arnaldo Apostoli (einem Mitglied von I Musici) und bei Alfredo Fiorentini moderne Violine. Als Schüler von Chiara Banchini studierte er am Genfer Konservatorium Barockvioline und historische Aufführungspraxis. Es folgten Studien, die er bei Sigiswald Kuijken vervollständigte. Gatti ist Professor für Barockvioline an den Konservatorien von Den Haag und Mailand.
Konzertaktivitäten führten ihn quer durch Europa, Nord- und Südamerika, Russland, Japan und Australien. Er trat als Solist mit zahlreichen Ensembles auf, so mit „La Petite Bande“, „Ensemble 415“, „Concerto Palatino“, Hesperion XX, La Real Cámara. Als Konzertmeister wirkte er bei Les Arts Florissants, „Les Talens Lyriques“, den „Taverner Players“ und bei „The King’s Consort“. Dabei spielte er unter Dirigenten wie Gustav Leonhardt und Ton Koopman. 1986 erfolgte die Gründung der eigenen Barockformation, dem „Ensemble Aurora“.
Enrico Gatti war Mitglied einer wissenschaftlichen Kommission, die eine kritische Ausgabe des Gesamtwerkes des Barockkomponisten Alessandro Stradella vorbereitete. 2013 erfolgte Gattis Einspielung von bisher unbekannten Violinsonaten (12 Sonate da Camera e violino e violoncello solo), die inzwischen Arcangelo Corelli zugeschrieben werden und aus der Zeit vor der Veröffentlichung seines Op. 1 (1681) sind. Sie entstammen einem Manuskript, das der Musikwissenschaftler Mario Fabbri 1963 in der Bibliothek des Sacro Convento in Assisi entdeckte.